# Гарданга
Гарданга (тадж. Гарданга) — село (тадж. деҳа) в Нурабадском районе Республики Таджикистан. Административно относится к сельской общине Хумдон.
Расстояние от села до центра района (пгт Дарбанд) — 3 км, до центра общины (село Хумдон) — 3 км.
Население — 530 человек (2017 г.), таджики.